# Galician
O Galician pertencia à classe G, encomendada pela Union Company, uma sociedade de navegação que explorava as rotas comerciais com a África do Sul; nunca ostentou o logotipo da companhia que o encomendou, pois tinha-se fundido com a Castle Line antes de entrar ao serviço. O Galician podia alojar 90 passageiros em primeira classe e 120 em segunda. Durante a Primeira Guerra Mundial foi requisitado como navio-hospital e foi afundado em 1918.
Tipo: paquete britânico
Deslocamento: 13.716 t
Dimensões: 134,2 m x 16,2 m x 8 m
Propulsão: máquinas alternativas a vapor de tripla expansão; 2 hélices
Velocidade máxima: 13 nós
Lançamento à água: 1901